# 猎户座流星雨
獵戶座流星雨是發生在10月至11月初的流星雨，高峰期出現在10月21至22日，每小時約可以觀測到60顆來自獵戶座靠近雙子座邊緣輻射點的流星。不同於其他的流星雨，獵戶座流星雨在極大期的10月21至22日前後幾天都能夠見到，且來自輻射點的流星每小時大約仍有5至10顆。

## 历史
在19世纪，流星雨首次被指定为“流星”（shooting stars），并和彗星有关。E·C·赫里克在1839年和1840年对10月夜空中流星的活动进行了观察。A·赫歇尔制作了第一个关于流星的记录，并对下一次流星雨做出了准确的预报。 猎户座流星雨由哈雷彗星产生；该彗星以天文学家愛德蒙·哈雷命名，上次经过内太阳系是在1986年，运转周期大约为75-76年。当彗星通过太阳系时，太阳升华了其中一些凝固的物质，让岩石颗粒从彗星中脱离出来。这些颗粒继续留在彗星的轨迹上，当穿过地球的大气层时，它们就以流星的形式出现。與哈雷彗星有關的另一個流星雨是五月初的寶瓶座η流星雨。
| 年份 | 活动日期范围           | 高峰日期                  | 天頂每時出現率      |
| ---- | ---------------------- | ------------------------- | ------------------- |
| 1839 | October 8–15           |                           |                     |
| 1864 | October 18–20          |                           |                     |
| 1981 | October 18–21          | October 23                | 20                  |
| 1984 | October 21–24          | October 21–24             | (flat maximum)      |
| 2006 | October 2 — November 7 | October 21–24             | 23 with peaks at 67 |
| 2007 | October 20–24          | October 21 (predicted)    | 70                  |
| 2008 | October 15–29          | October 20–22 (predicted) | 39                  |
| 2009 | October 18–25          | October 22                | 45                  |
| 2010 |                        | October 23                | 38                  |
| 2011 |                        | October 22                | 33                  |
| 2012 | October 2 — November 7 | October 20 and October 23 | 43                  |
| 2013 |                        | October 22                | ~30                 |
| 2014 | October 2 — November 7 | October 21                | 20?                 |
| 2015 | October 2 — November 7 | October 20–21             | N/A                 |
| 2016 | October 2 — November 7 | October 21                | ~10–20              |

* 这些流星可能会有双次高峰期，同样的和高原，并持续平面最大值长达数天。

## 流星雨和位置

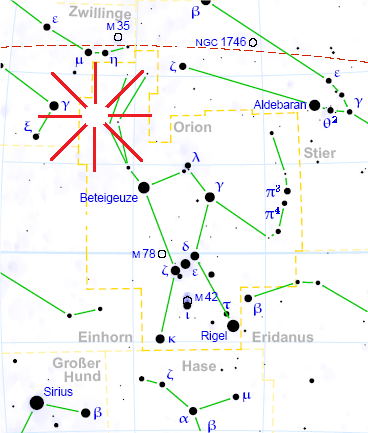
這幅顯示獵戶座流星雨輻射點的圖，顯示獵戶座（標示出參宿三等恆星）和雙子座與金牛座的一部份。

獵戶座流星雨的輻射點位於獵戶座和雙子座之間（中緯度觀察，黎明前在東南方的天空）。在2009年，來自英國的電報宣告流星雨做活躍的時間是10月21日凌晨，美國東方標準時間早上6點，或英國的11點。《今日宇宙》報導，流星雨在21日早晨達到巔峰之際的速度是每小時140,000英里（230,000），但與往年歷次的流星雨相比，2009年的流星雨軌跡顯得更加狹窄，沒有分支。在美國阿拉巴馬州的太空飛行中心觀測到少量與哈雷彗星相關的流星，從輻射點像四面八方輻射而出的光跡。

## 图片集

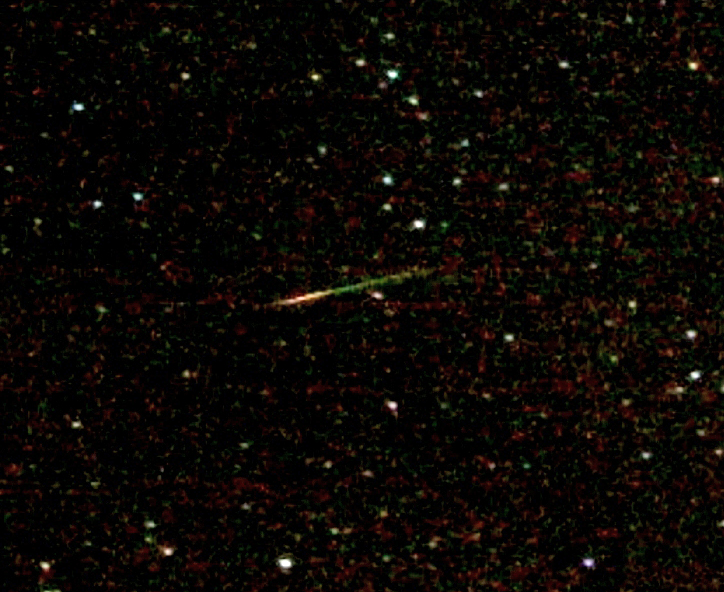
一顆猎户座流星雨的流星
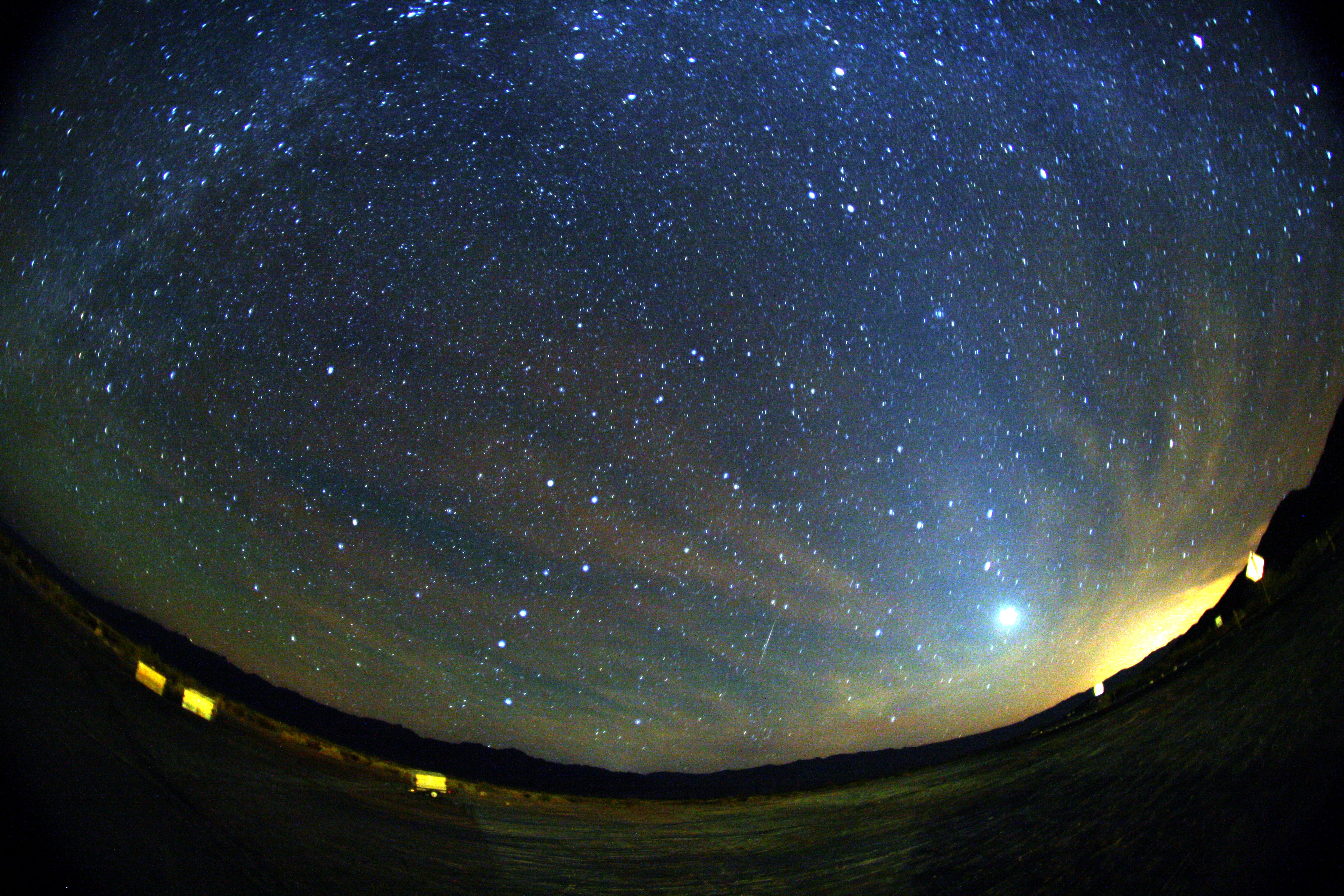
鱼眼镜头拍攝的猎户座流星雨
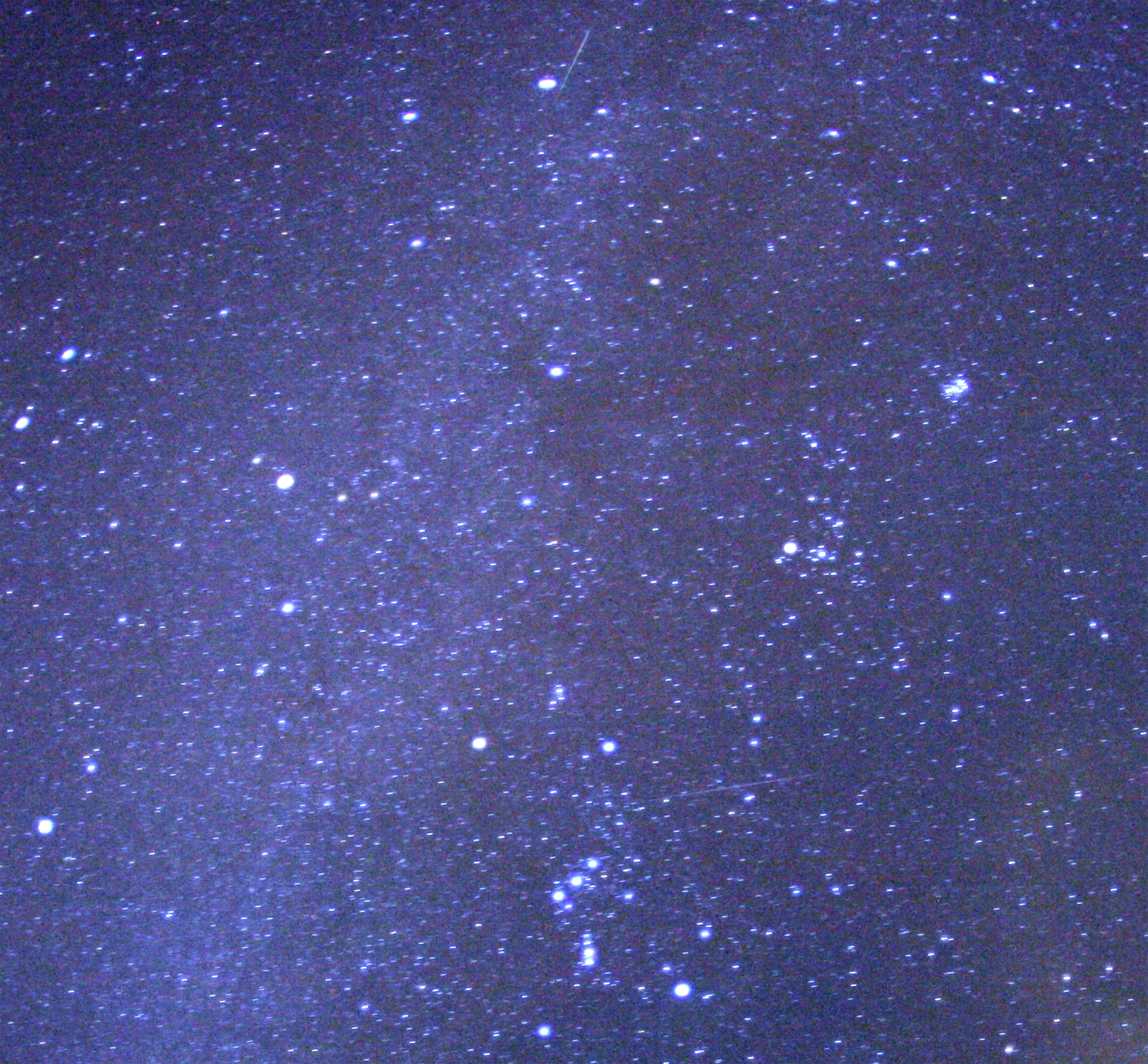
兩顆獵戶座流星雨的流星和銀河
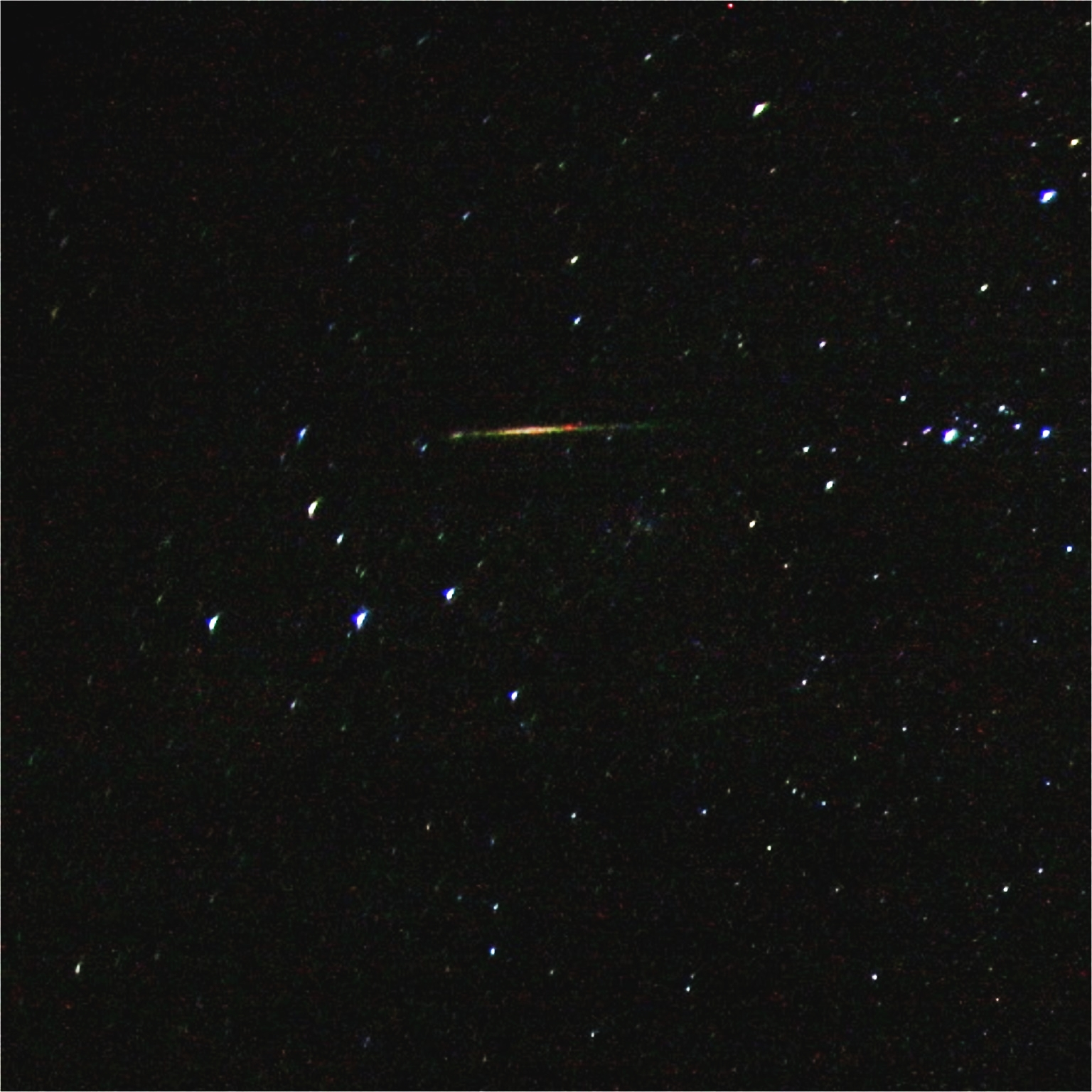
多種顏色的獵戶座流星雨的流星
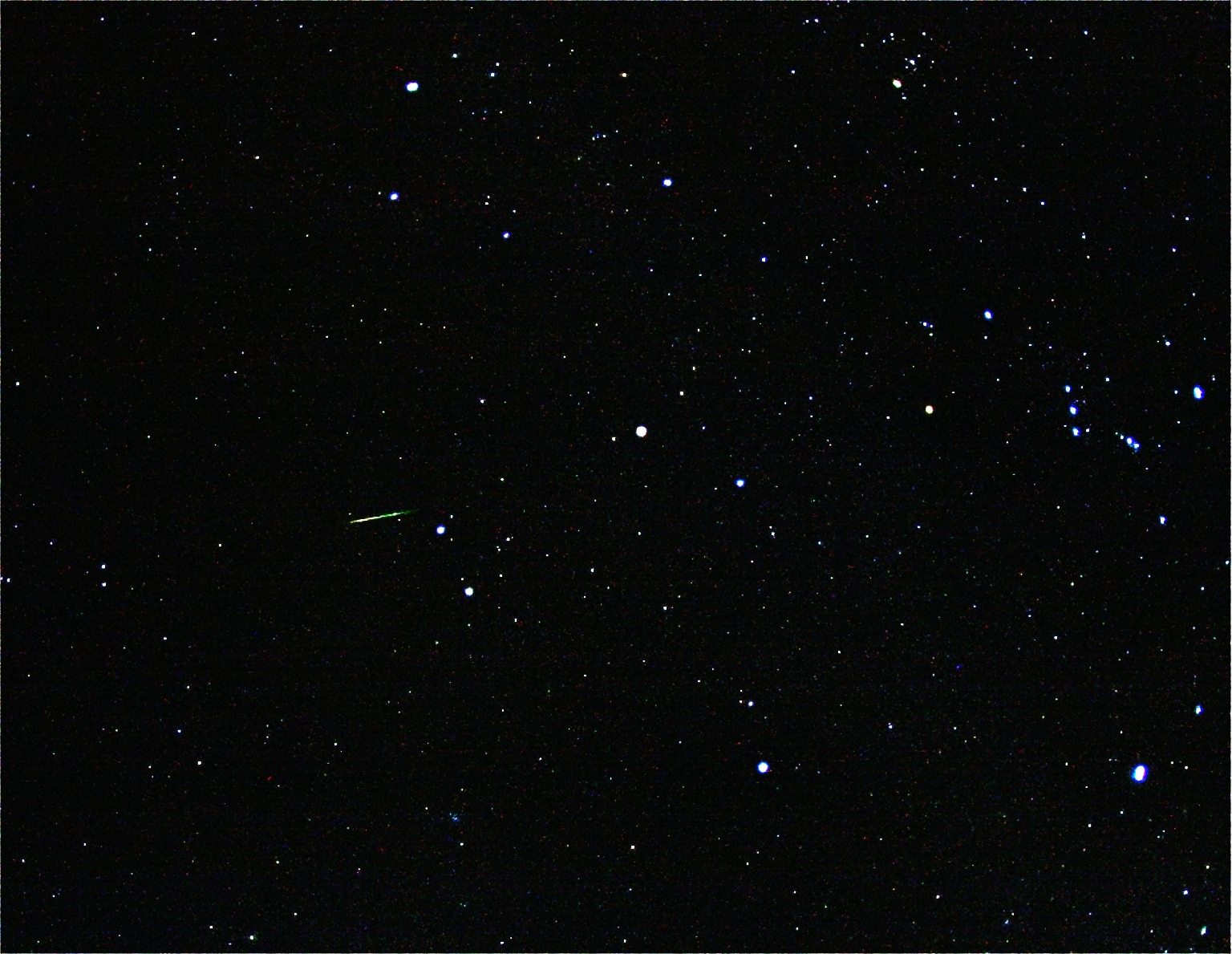
猎户座流星雨位于左边
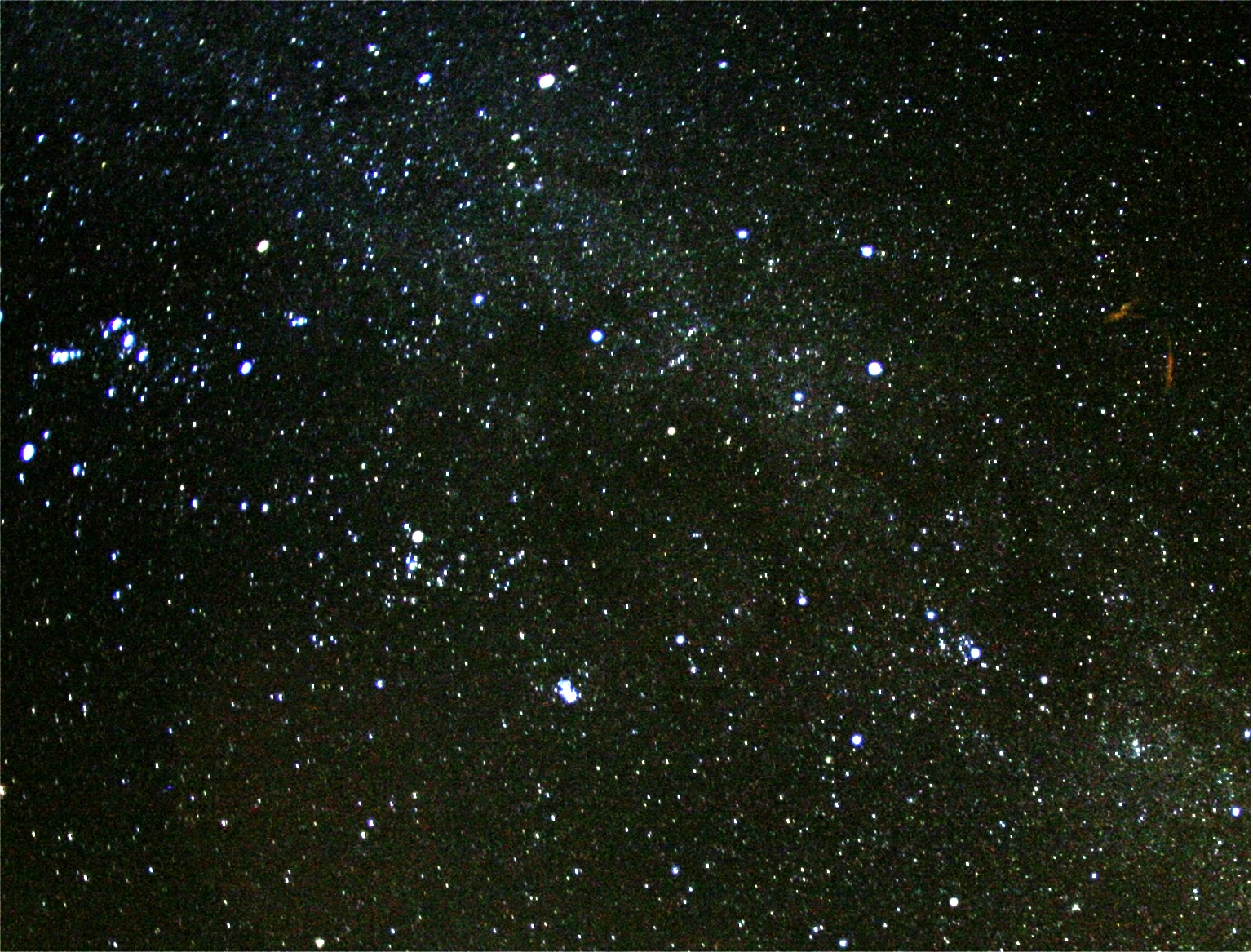
最亮的流星，一個火球，留下的煙塵痕跡被高空的風吹離而偏向圖的右手方向
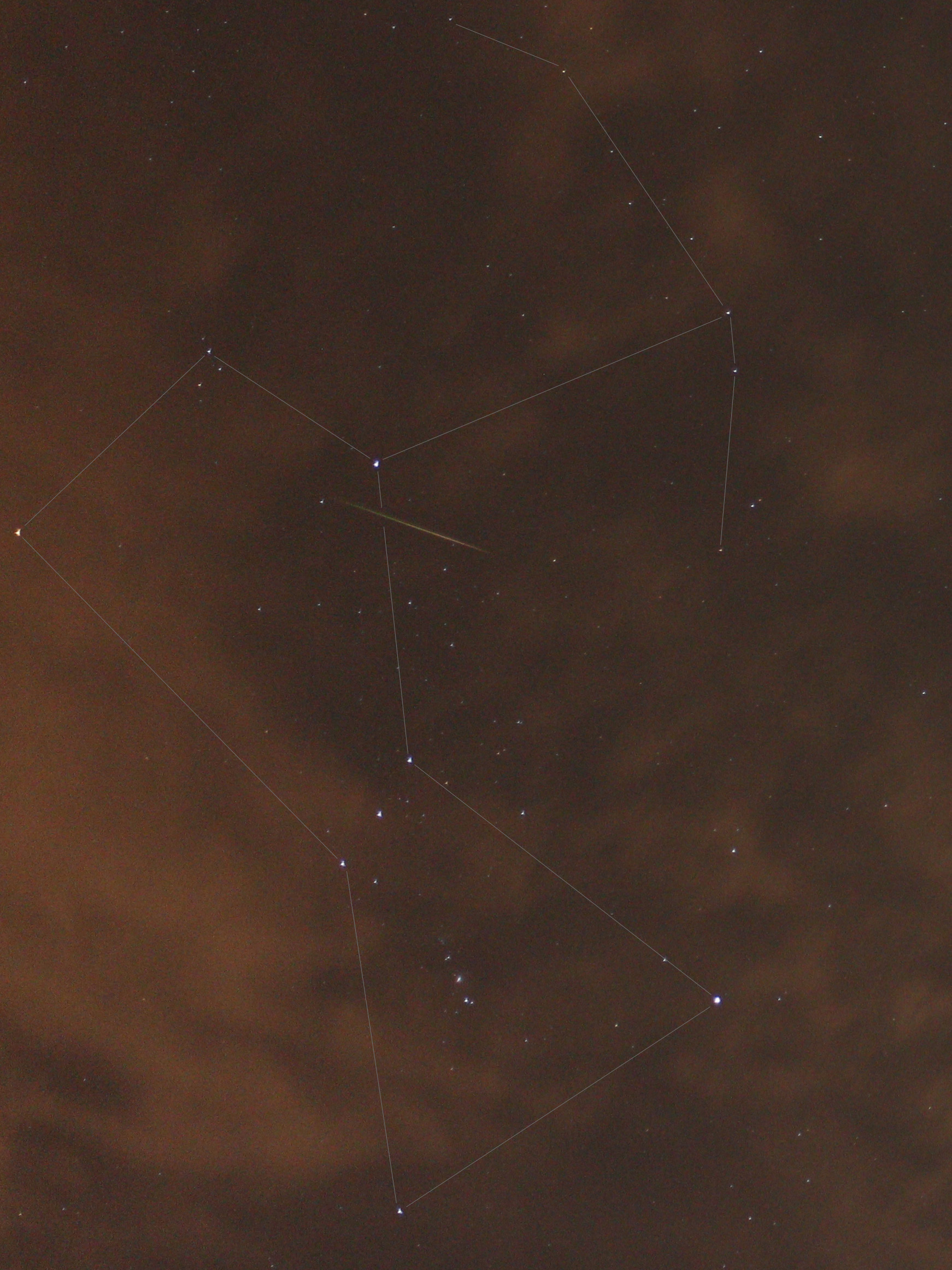
攝於香港鰂魚涌南豐新邨的獵戶座流星雨（2018年10月21日）